# Phlyaria virgo
Phlyaria virgo är en fjärilsart som beskrevs av Butler 1896. Phlyaria virgo ingår i släktet Phlyaria och familjen juvelvingar. Inga underarter finns listade i Catalogue of Life.